# Siège de Misrata
Pour les articles homonymes, voir Bataille de Misrata.
- 12 mars : arrivée de la brigade Khamis
- 30 mars : après la contre-offensive loyaliste
- 17 avril : meilleure position des loyalistes
- 25 avril : contre offensive rebelle
- 11 mai : après la reconquête le l'aéroport par les rebelles

Guerre civile libyenne de 2011
Batailles
- 1re Benghazi
- El Beïda
- Derna
- 1re Tripoli
- Misrata
- 1re Zaouïa
- Djebel Nefoussa (1re Dehiba
- 2e Dehiba
- Gharyan)
- 1re Brega
- 1re Ras Lanouf
- 1re Ben Jawad
- 2e Ras Lanouf
- 2e Brega
- 1re Ajdabiya
- 2e Benghazi
- 2e Ajdabiya
- 1re golfe de Syrte
- 3e Brega
- Al Jawf
- Front de Misrata (Zliten
- Tawarga
- 2e Zaouïa
- 4e Brega
- Fezzan
- Birak)
- 5e Brega
- 3e Zaouïa
- 2e Tripoli
- 2e Sebha
- 2e golfe de Syrte (Syrte)
- Offensive de Bani Walid (Tarhounah - Bani Walid)

- Intervention militaire de l’OTAN
- Opération Ellamy (Royaume-Uni)
- Opération Harmattan (France)
- Opération Odyssey Dawn (États-Unis)
- Opération Mobile (Canada)

Le siège de Misrata est une bataille clé de la guerre civile libyenne de 2011. Elle a débuté le 23 février 2011 après la révolte d'habitants de la ville le 19 février 2011 contre le pouvoir de Mouammar Kadhafi. Elle est la plus longue bataille du conflit et a causé des milliers de morts et de lourds dégâts dans la ville. Misrata est la troisième ville de Libye au regard de la population avec près de 300 000 habitants. Elle est l'une des villes les plus détruites du pays lors du conflit et le plus important centre de résistance contre le régime en Tripolitaine pendant plusieurs semaines.
Le 19 février, les forces du dirigeant libyen Mouamar Kadhafi commencent à tirer sur les protestataires mais la ville tombe le 25 février entre les mains de l'opposition. Les forces de Kadhafi établissent alors le siège de la ville, la bombardent régulièrement et mènent des contre-offensives. Des tireurs d'élite s’installent sur les toits des immeubles du centre-ville pour tuer les habitants qui se déplacent à découvert. À partir du 23 mars, les forces de la coalition internationale interviennent ponctuellement pour tenter de réduire les capacités de l'armée à bombarder la ville. Courant avril, les insurgés chassent les forces loyales à Kadhafi des quartiers du centre-ville puis de l'aéroport, tout en conservant le contrôle du port, leur seul moyen de recevoir vivres et munitions. Malgré la reprise de la ville par les rebelles, les bombardements durent encore plusieurs semaines. Fin août, le régime tire plusieurs missiles balistiques scud depuis Syrte en direction de Misrata mais ils ratent la ville ou sont interceptés par l'OTAN.
Début mai, les rebelles de Misrata, auto-organisés, parviennent à reprendre l'offensive hors de la ville, ce qui fait du siège de Misrata une victoire des insurgés. Le 27 mai, la contre-offensive des insurgés est bloquée depuis trois semaines à 20 km à l'ouest de la ville, vers Dafnya. Les rebelles finissent par réussir à avancer vers Zliten à l'ouest ainsi que vers le sud, ouvrant ainsi un nouveau front dans le conflit qui permet la prise de Tripoli et la chute du régime de Kadhafi.

## Des manifestations anti-Kadhafi à l’insurrection armée
Le printemps arabe a connu deux évènements retentissants : la fuite du dictateur tunisien Ben Ali le 25 janvier, et la chute du dictateur égyptien Moubarak le 11 février. La contestation des dictateurs s’étend alors à tout le monde arabe, Libye incluse.
Les 18 et 19 février, quelques centaines de manifestants protestent contre la répression des manifestations commencées le 17 février à Benghazi,. Malgré la répression sanglante (utilisant les mitrailleuses de 14,5 mm), le mouvement s’amplifie dès l’après-midi du 19, alors que dans le même temps Benghazi (puis tout l'est du pays) tombe sous le contrôle de l’insurrection, et qu'un mouvement de protestations est violemment réprimé à Tripoli.
Le commandant en chef des forces militaires à Misrata promet cependant que ses troupes ne tireront pas sur les manifestants : il est immédiatement arrêté et emprisonné à Tripoli. Le 21 février, l’activité de la ville est stoppée.
Jusqu’au 23 février, l’opposition repousse les forces de l’ordre hors de la ville, jusqu’à la contrôler entièrement. De 6 à 14 manifestants sont tués, et plus de 200 blessés,.

## Premiers combats
Le 24 février, les forces loyalistes bombardent l’aéroport, aux mains des opposants, au lance-roquettes et au mortier. Les opposants répliquent au canon anti-aérien ZPU-4. Le personnel de l'aéroport et des gardes armés de la région se mutinent, avec les officiers de l'école militaire d'aviation, située près de l'aéroport. Avec les insurgés civils, ils parviennent à prendre le contrôle de la base aérienne et à neutraliser les avions de chasse, afin qu'ils ne servent pas aux forces pro-Kadhafi. Cinq personnes sont tuées dans ces combats : quatre insurgés et un milicien pro-Kadhafi ; il y a également une quarantaine de blessés,,.
Le soir du 25 février, les forces loyalistes, soutenues par des chars, reprennent le contrôle d’une partie de la base aérienne. Les combats font 22 morts.
Le 28 février, les forces gouvernementales continuent leurs assauts sur la base aérienne, repoussés par les insurgés. Huit soldats sont capturés.
Le 3 mars, les forces de Kadhafi ont le contrôle complet de la base aérienne et de l’école militaire adjacente.

## Siège

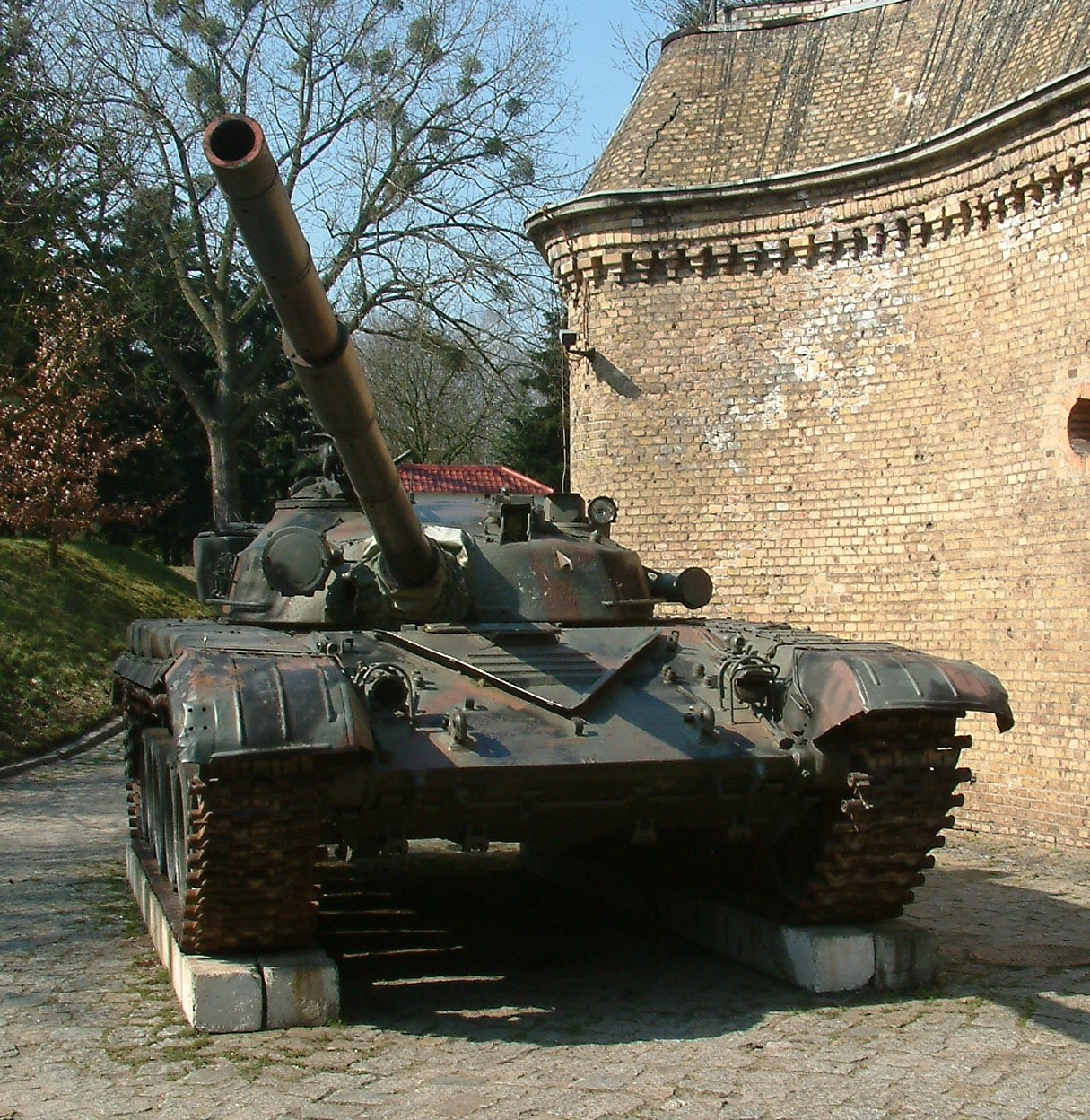
Un char de combat de type T-72, similaire à ceux engagés par l'armée libyenne à Misrata. La Libye en possédait 260, dont seule une moitié aurait été opérationnelle faute d'entretien.

### Attaques des forces fidèles à Kadhafi
Dès que la ville est tombée sous contrôle des opposants, les forces loyalistes tentent de la reprendre. Ils assiègent la ville et la bombardent. Le 28 février, les insurgés réussissent à abattre un hélicoptère qui bombardait les bâtiments d'une radio locale de l'opposition. Les insurgés réussissent également à repousser des offensives.
À partir du 6 mars, l'offensive semble s'amplifier, et des chars entrent dans le centre-ville. À la mi-mars, un raid de 700 hommes et 40 blindés permet aux kadhafistes de s’installer sur Tripoli street, une avenue de 10 km qui part du vieux centre-ville en direction de l’ouest. Les kadhafistes appliquent une stratégie de la terreur :
- des tireurs embusqués, venus d’Italie, de Grèce, de Colombie, de Serbie, etc.[28] sont placés sur les toits des bâtiments, notamment sur le Tamina Building, et prennent pour cibles les piétons, combattants ou non, adultes et enfants[12],[29],[18]. Par exemple, ces tireurs font 150 tués en une semaine sur Tripoli street[28] ;
- des raids de chars détruisent les moyens des insurgés[18] ;
- d’autres raids sont menés avec des véhicules rapides, du type pick-up, pendant lesquels des habitants sont enlevés[18].

Les troupes kadhafistes stationnent en deux lieux principaux, à l’ouest vers Zlitan, et au sud vers Tamina et Jioda ; de ces positions, toute la ville est sous les feux de l’artillerie lourde. Vers le 10 mars, la centrale électrique de Karsas, située au nord-ouest de Misrata, est détruite par un bombardement.
Le 16 mars, Kadhafi bombarde à nouveau Misrata. Le 18 mars, après le vote de la Résolution 1973 du Conseil de sécurité des Nations unies et l'annonce d'un cessez-le-feu par le gouvernement libyen, des bombardements se poursuivent. Le 21 mars, une marche de 5 000 personnes descend sur Tripoli street pour relever les morts abandonnés sur l’avenue : les tireurs embusqués font quarante morts et 250 blessés.

### Organisation des assiégés
Les femmes sont pratiquement absentes des combats et du soutien logistique, sauf en tant qu’infirmières.

#### Armement et tactiques de combat

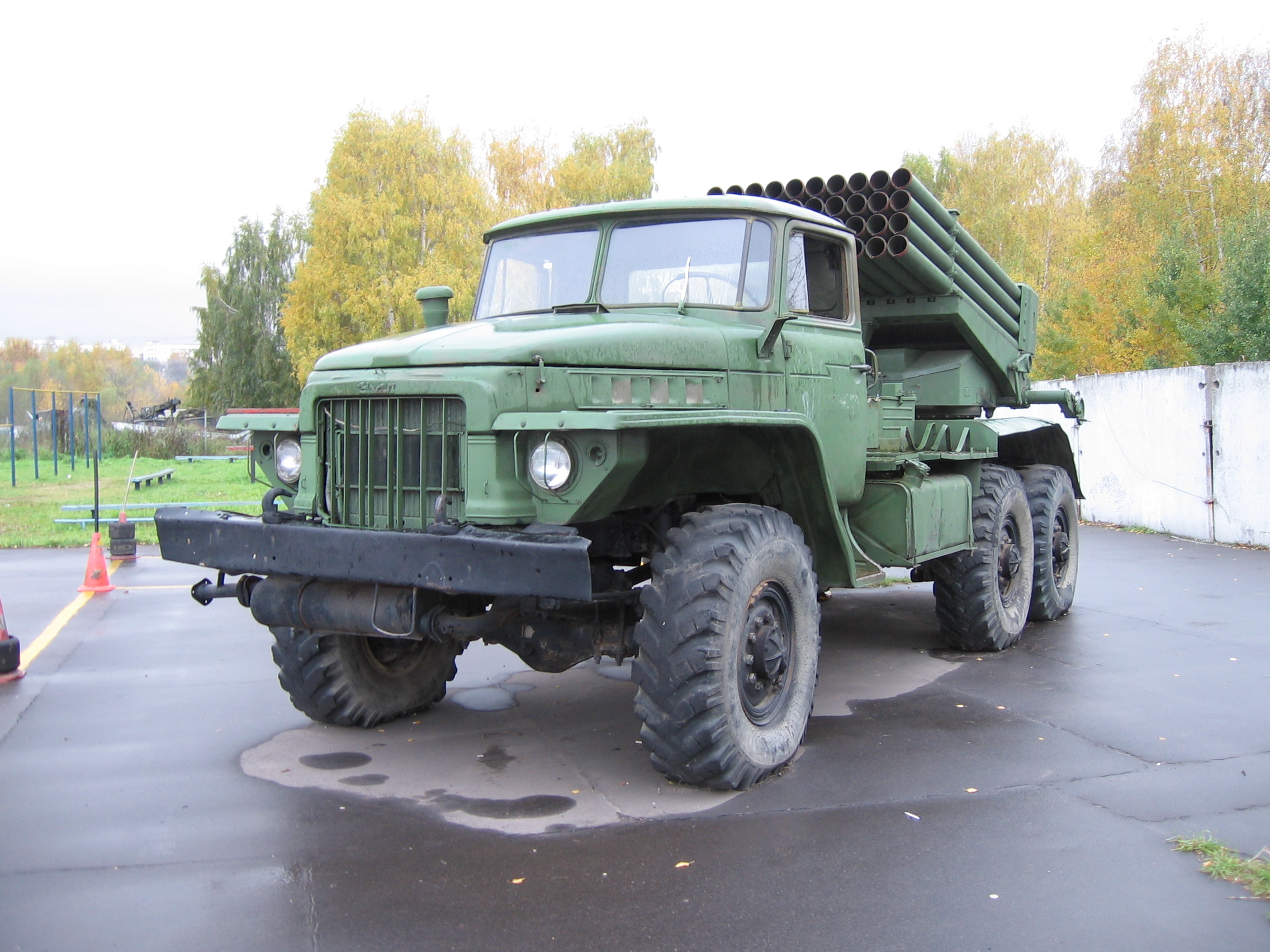
Un BM-21 Grad, un lance-roquettes multiples utilisée par les forces pro-Kadhafi.

Les insurgés manquent d’armes. Ils disposent surtout d’armes individuelles, saisies à la caserne de la Katiba : kalachnikov et fusils d’assaut belge FAL. Par contre, les moyens antichars modernes leur font défaut : ils n’ont que des roquettes RPG-7.
Le QG est installé dans un ensemble de conteneurs aménagés, puisque tous les lieux pouvant servir aux insurgés à s’organiser sont la cible des bombardements et des tireurs embusqués.
Au départ, les insurgés avaient pour seule arme antichar des cocktails Molotov et des grenades artisanales utilisées pour la pêche (« gélatines » ou joulateena). Puis d’autres tactiques ont été mises au point. Pour gêner la progression des milices de Kadhafi, les insurgés barrent les rues avec des tas de sable pour bloquer la progression de véhicules, puis pour limiter le danger, utilisent des camions-benne et des conteneurs remplis de sable et disposés en barricade. Des couvertures et des matelas imbibées d’essence sont étendues sur le sol aux endroits où des chars sont susceptibles de s’embusquer, afin de les enflammer à distance,.
Dépourvus de véhicules blindés, les insurgés en confectionnent en soudant des plaques d’acier sur des pick-up.
Pour débusquer les tireurs, les étages inférieurs des immeubles où ils sont embusqués sont détruits avec des bouteilles de gaz. Ils sont ensuite tués ou capturés lorsqu’ils tentent de quitter le bâtiment.

#### Organisation politique

Drapeau des insurgés.

Dès le 21 février, la population s’organise en comités spécialisés, sous l’impulsion des membres des professions libérales : santé (présidé par le Dr Khaled Abou Falgah), défense, finances, approvisionnements, communications,, de nombreuses décisions étant prises à un niveau plus restreint.
Le comité local envoie deux délégués au conseil national de transition à Benghazi, qui envoie des « cartes de rebelle », devant servir aux check-points, portant la date symbolique du 17 février.

#### Logistique
Avant la guerre civile, des milliers d’immigrés d’origine africaine travaillaient à Misrata, premier port libyen. Au cours des combats, ils se réfugient sur les quais du port, en attendant leur évacuation. Le 19 avril, ils étaient encore 4000 à camper sur les quais, avec les familles des combattants.
La ville commence à manquer d’eau lorsque la centrale de Karsas est détruite, l’eau de Misrata venant principalement de pompages dans la nappe phréatique,. Certains produits alimentaires (le lait pour les bébés) manquent également. La moitié de la ville est privée d’électricité.
Le principal hôpital, l’hôpital Bouchahal, est situé près de Tripoli street. Il a été bombardé deux fois au mois de mars, et ses moyens ont été dispersés entre différents lieux (dont une clinique et des dispensaires) aménagés en hôpitaux de campagne.
L’argent fait défaut : après avoir obligé les banques à ouvrir pour distribuer leur argent, le comité local a commencé d’organiser des distributions gratuites de vivres.
Le port de Misrata, à 15 km du centre-ville, est pratiquement le seul lien entre les insurgés et le monde extérieur, et le seul moyen qu’ils ont de recevoir du ravitaillement. Les ONG humanitaires leur font parvenir vivres et médicaments de Malte, tandis que le conseil national de transition leur envoie des munitions depuis Benghazi. Les ONG fournissent les fournitures médicales que leur demande le comité des insurgés de Misrata. C’est également dans la zone portuaire que se trouvent les industries, la seule centrale électrique en état de marche et les dépôts de pétrole qui l’alimentent et qui alimentent les véhicules des chebabs. D’importants entrepôts s’y trouvent aussi, permettant aux insurgés de vivre sur ces réserves.

### Intervention de la coalition et poursuite des combats

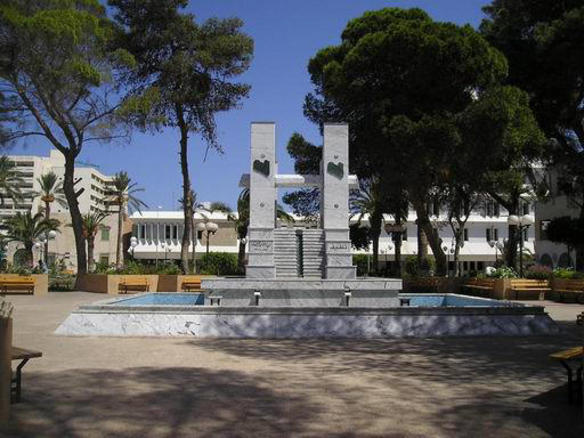
Un parc dans le centre de Misrata.

Le 23 mars, la coalition internationale commence à intervenir à Misrata, visant des chars de l'armée dans les banlieues de la ville, sans tenter de détruire ceux situés en centre-ville de peur de faire des victimes civiles. Le 26 mars, l'offensive de Kadhafi s'intensifie avec un renfort de mercenaires étrangers pour tenter de reprendre le contrôle de la ville. Ce même jour, l'armée française détruit au sol cinq avions de combat légers Soko G-2 Galeb et deux hélicoptères d'attaque Mil Mi-24 de l'armée libyenne. En dehors des moments où ils sont en opérations, les blindés des kadhafistes sont abrités dans une forêt à l’ouest de Misrata, ou dans des bâtiments des zones urbaines, ce qui les rend difficile à atteindre.
Malgré ces opérations ponctuelles de la coalition puis de l'OTAN, les forces loyalistes continuent les bombardements de la ville au mortier de 120 mm et aux lance-roquettes Grad, ce qui leur permet de reprendre le sud et l’ouest de la ville aux insurgés, avec l’aéroport et le secteur de l’université. La rue de Tripoli reste la ligne d’affrontements entre habitants insurgés de la ville et milices de Kadhafi.
Dans la nuit du 28 au 29 mars, les kadhafistes effectuent une tentative de débarquement sur le port de Quasr Hamad, avec une centaine d’hommes, dix barges et trois vedettes de garde-côtes. Elle est repoussée aux RPG et à la Minta. Le lendemain, tout le quartier portuaire est bombardé. Le 2 avril, les kadhafistes mènent un nouveau raid, terrestre cette fois-ci, vers la zone portuaire, où se trouvent toutes les ressources logistiques des insurgés.
L’OTAN permet à un bateau de la Croix-Rouge à apporter de la nourriture et des médicaments, fin avril, après avoir déminé les approches du port dans la semaine du 25 au 29,. Les quelques habitants ayant réussi à fuir par la mer décrivent une situation chaotique et témoignent de la difficulté de fuir les combats alors que la ville est assiégée.

## Reconquête progressive de la ville par les insurgés

Situation à Misrata le 15 mai.

Courant avril, les insurgés reprennent progressivement du terrain en centre-ville. Dans la nuit du 9 au 10 avril, ils réussissent à isoler le Tamina building. La contre-offensive comprenant un bus, des pick-ups et des tanks est repoussée. Les chebabs attaquent le building le 12.
La résistance des troupes de Kadhafi est soutenue par un tir intensif de roquettes et d’obus de chars, dans le but de reprendre le centre de la ville et le port,. À partir d'avril, l'utilisation d'armes à sous-munitions par les forces pro-Kadhafi semble se banaliser, créant de lourds dégâts, ainsi que des roquettes. Dans le même temps, trois évacuations par mer ont lieu et permettent à quelques milliers de travailleurs immigrants de se réfugier à Benghazi. Le 15 avril, les kadhafistes font une nouvelle tentative pour prendre le contrôle du port, mais les conteneurs remplis de terre les arrêtent. Les chebabs peuvent même s’emparer de quelques blindés kadhafistes.
Le 25 avril, la ville est sous contrôle des insurgés, mais les forces kadhafistes continuent à la bombarder à partir de leurs positions dans les faubourgs. Des soldats et des mercenaires arrêtés confirment alors qu'ils avaient pour ordre d'abattre tous les hommes, femmes et enfants qu'ils pourraient croiser. Les succès des insurgés ont été rendus possibles par les dons d’armes au CNT.
Le 27 avril, le port de la ville rebelle de Misrata était sécurisé mercredi, au lendemain d'une attaque par les forces pro-Kadhafi qui a été repoussée, permettant d’agrandir la zone de la ville aux mains des rebelles,.
Le 29 avril, de violentes explosions ont retenti, à partir de 07H30 (05H30 GMT), autour de l'aéroport, situé à deux kilomètres du centre-ville. Les assauts de quatre chars dans la même zone ont été repoussés, avec la destruction de l’un d’eux.
Le 1er mai, le port de Misrata est en flammes en début de soirée après de violents bombardements qui ont fait au moins deux morts. Le 2 mai, une attaque de chars des forces pro-Kadhafi par le sud-ouest provoque la mort d’au moins six personnes.
Le 8 mai, d'intenses combats ont repris près de Misrata, alors que les rebelles à Benghazi, dans l'Est, attendaient des armes de l’Italie.
Le 11 mai, les rebelles reprennent le contrôle de l’aéroport,. Ils progressent également le long de la côte, à la fois vers le sud-est et la Cyrénaïque, et vers l'ouest et Tripoli. Ces succès fragiles sont obtenus avec des armes issues des ateliers improvisés à Misrata même et avec le soutien aérien de l'OTAN, qui y concentre les deux tiers de ses sorties entre la mi-avril et la mi-mai. Les États-Unis commencent à livrer des équipements militaires (uniformes et gilets pare-balles) à partir de cette date.
D'après le Guardian, l'offensive ayant permis de briser le siège de Misrata a été planifiée par l'armée britannique.

## L'évacuation des ressortissants étrangerset des blessés
Le 18 mars, un ferry marocain transportant 1 800 migrants arrive à Tanger, la plupart d'entre sont des Marocains, après les avoir évacués de Misrata la semaine précédente.
Le 2 avril, un navire turc évacue 250 blessés. Le lendemain, un navire tunisien évacue quant à lui plus de 71 blessés à Sfax.
Le 9 avril, deux navires qataris évacuent 1800 Égyptiens de la ville et le 11 avril, un navire turc en évacue 1000 autres personnes.
Le 17 avril, près de 1 000 étrangers dont 650 ressortissant du Ghana ainsi que des citoyens d'autres pays, notamment des Philippins et des Ukrainiens ont été évacués de la ville libyenne de Misrata par l'Organisation internationale pour les migrations. Selon l'organisation, 100 Libyens, dont 23 blessés dans les affrontements entre les forces loyalistes et les insurgés, figurent également parmi les évacués. Selon l'OIM, près de 4 000 migrants se trouvent toujours dans le port de Misrata en attente d'assistance. Cependant, la situation à Misrata rend compliquée l'évacuation des migrants.
Le 18 avril, un navire du Comité international de la Croix-Rouge embarquent 618 migrants.
Le 24 avril, un navire évacue 1 000 personnes, y compris des migrants et quelques blessés. Un navire qatari avait également transporter 90 blessés jusqu'en Tunisie.
Le 27 avril, l'OIM embarque près de 1 091 passagers, en très grande majorité des nigériens, qui doivent être emmenés dans un camp de réfugiés construit dans le centre de Benghazi. Il transportait aussi des Soudanais, Égyptiens, Tunisiens ainsi que 30 Libyens nécessitant des soins et 50 accompagnateurs,.
Le 12 mai, un navire transportant 108 réfugiés dont 25 blessés arrive à Benghazi en provenance de Misrata.

## Front de Misrata

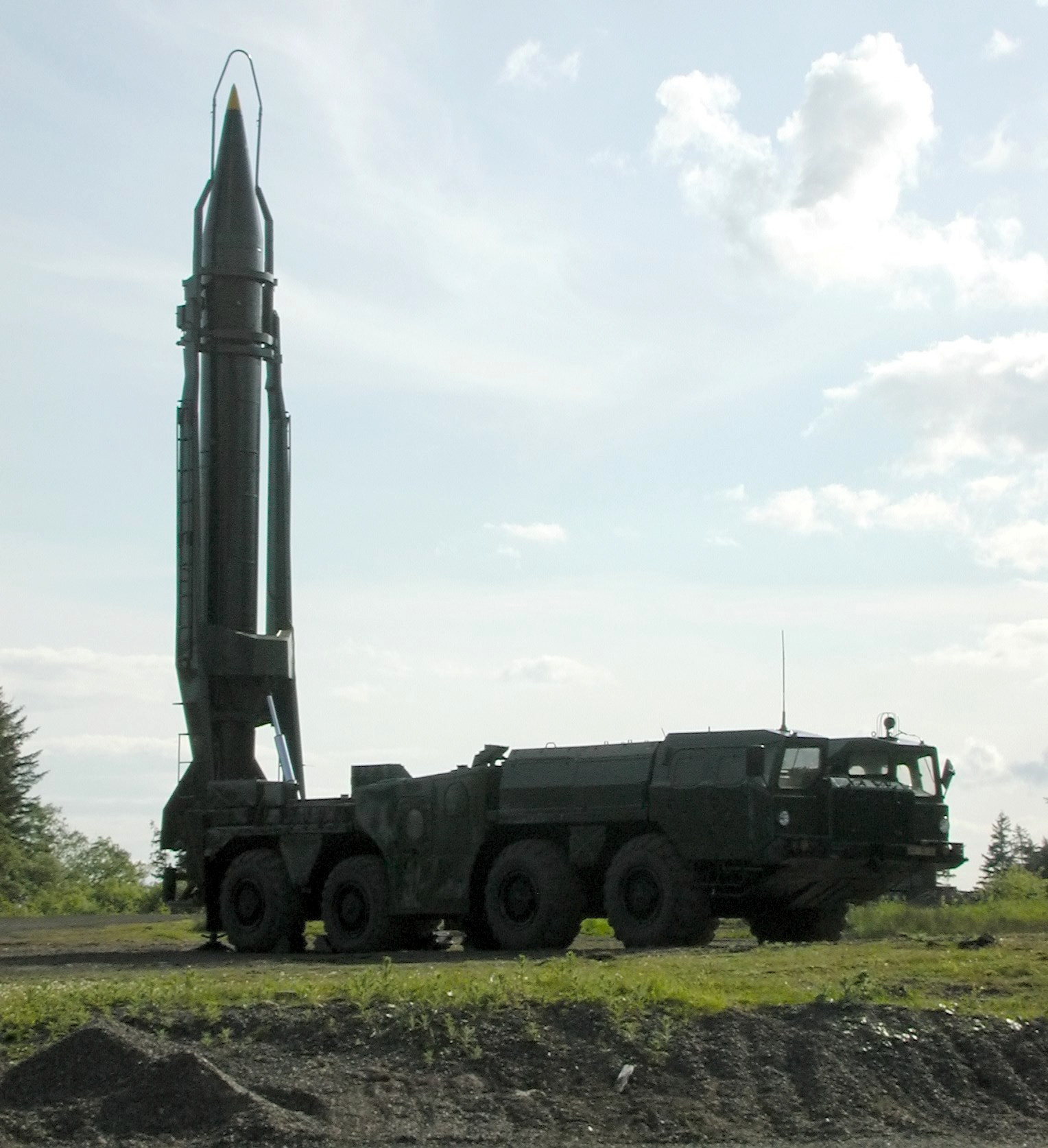
Les forces de Kadhafi ont tiré sept missiles balistiques scud depuis Syrte en direction de Misrata.

Dans la deuxième quinzaine de mai, le front s’éloigne de Misrata, qui reste encerclée mais à une distance de 20 à 30 km, mettant ainsi le port, puis l’aéroport hors de portée de l’artillerie loyaliste. À l’ouest en suivant la côte, Dafnya est sous le contrôle des thuwar de Misrata (combattants rebelles), qui tiennent un front de 250 km et attendent un soulèvement de Zliten pour lancer une offensive qui les appuierait. À Misrata, l’aéroport comme les rues de la ville sont en cours de nettoyage pour permettre leur utilisation. Le front reste toutefois assez proche de la ville pour permettre des bombardements par l’artillerie kadhafiste. Les combats sur le front même restent violents et indécis (par exemple, 31 morts et plus de 110 blessés le seul 10 juin) ; mais à l'aide des bombardements aériens de l'OTAN et des combattans rebelles aguerris après ces quelques semaines de combats, le 17 juin, les troupes du colonel Kadhafi sont repoussées et plus de 50 hommes sont faits prisonniers[réf. nécessaire]. Le 20 juillet les rebelles attaquent la ville de Zliten située a 150 km de Tripoli, en 48 h de combats au moins 16 rebelles sont morts et 126 blessés au cours d’affrontements contre les forces loyalistes à Zliten,,.
Les rebelles prennent le contrôle de Tawarga à 40 km au sud de Misrata après de nombreux combats le 12 août.
Les 22 et 23 août, les forces fidèles à Mouammar Kadhafi tirent sept missiles balistiques scud depuis Syrte en direction de Misrata. Cinq d'entre eux sont interceptés par l'OTAN et deux s'écrasent dans la mer, provoquant des secousses jusque dans la ville.

## Bilan

### Pertes humaines
Le 30 mars, le chef de l’hôpital de Misrata, le Dr Mohammed Fortia affirme que plus de 398 rebelles et civils sont morts depuis le début des combats.
Le 14 avril, un médecin affirme que plus 700 insurgés et civils sont morts depuis le début du siège.
Le 21 avril, le comité médical de la ville déclare que 4 000 habitants de la ville ont été tués depuis le début du soulèvement. Selon le Croissant-Rouge, le 28 avril, les violences dans la ville avaient fait environ 1 500 morts, civils et rebelles, depuis le soulèvement de la ville le 19 février.
Le 5 juin, la chaine qatarienne Al Jazeera affirme que plus de 545 soldats loyalistes sont morts dans les combats.
Le 9 septembre, le ministre de la Santé du CNT déclare que plus de 2 000 insurgés et civils sont morts à Misrata depuis le début de la guerre civile.